# Чаотянь
Чаотя́нь (кит. упр. 朝天, пиньинь Cháotiān) — район городского подчинения городского округа Гуанъюань провинции Сычуань (КНР). Район назван по входящему в его состав посёлку Чаотяньчжэнь, в котором размещается администрация района.

## История
В 217 году в царстве Шу в этих местах был создан уезд Чжаохуань (昭欢县). При империи Цзинь он был переименован в Шаохуань (邵欢县). При империи Северная Вэй уезд в 505 году получил название Шитин (石亭县). При империи Западная Вэй в 573 году уезд Шитин был присоединён к уезду Синъань, впоследствии переименованному в Мяньгу, а потом ставшему уездом Гуанъюань.
В 1985 году постановлением Госсовета КНР был образован городской округ Гуанъюань, а территория бывшего уезда Гуанъюань стала Центральным районом (市中区) в его составе. В 1989 году из него был выделен район Чаотянь.

## Административное деление
Район Чаотянь делится на 6 посёлков и 19 волостей.